# Jean-Paul Delevoye
Jean-Paul Delevoye (22 gennaio 1947) è un politico francese. Già ministro con il centrodestra e mediatore della Repubblica, è attualmente un dirigente del movimento En Marche ! del presidente Emmanuel Macron. È stato direttore di società agroalimentari.

## Carriera politica

### Consigliere comunale e sindaco
È stato consigliere comunale del comune di Avesnes les Bapaume dal 1974.
Dal 1982 al 2002 è stato sindaco di Bapaume, carica che è tornato a ricoprire nel 2004.
Dal 1992 al 2002 è stato presidente dell'Associazione dei sindaci di Francia. 

### Capogruppo dei "senatori-sindaci"
Senatore del Passo di Calais dal 1992 al 2002, presidente del gruppo dei senatori-sindaci, ha diretto il rapporto "Coesione sociale e Territorio" per il commissariato al piano nel 1999.
Nel 1999-2000, ha presieduto la missione senatoriale d'indagine incaricata di stilare il bilancio dell'esperienza del decentramento e di proporre i miglioramenti atti a favorire il più efficace esercizio delle competenze locali.
Al tempo stesso, ha condotto il gruppo di studio sulla responsabilità penale dei decisori pubblici al ministero della giustizia. 
Nel 1998, ha partecipato allo studio "Per un approccio globale al tempo dell'infanzia: la sperimentazione dei ritmi scolastici".

### Ministro con Raffarin
Dopo la "stagione elettorale" del 2002, è stato chiamato da Jean-Pierre Raffarin a ricoprire l'incarico di ministro della Funzione pubblica, del governo del territorio e della riforma dello Stato.
Il suo mandato governativo, durato fino al 2004, è stato caratterizzato dal tentativo di riforma dell'ENA e dello statuto dei funzionari.

### Mediatore della Repubblica
Ha fatto parte del Consiglio regionale del Nord-Passo di Calais. 
È stato Mediatore della Repubblica (difensore civico) dal 2004 al 2011 e ha ricoperto la carica di sindaco di Bapaume dal 1982 al 2002 e dal 2004 al 2014.
È stato anche il candidato del centrodestra alle elezioni regionali del 2004 nel Nord-Passo di Calais.